# Raymond Wai Lin Htun
Raymond Wai Lin Htun (* 22. September 1976 in Hton-Bo-Quay) ist ein myanmarischer römisch-katholischer Geistlicher und Weihbischof in Yangon.

## Leben
Raymond Wai Lin Htun erlangte zunächst an der University of Distance Education (UDE) in Rangun einen Bachelor of Arts im Fach Psychologie. Später studierte er Philosophie am Priesterseminar St. Joseph in Pyin U Lwin und Katholische Theologie am Priesterseminar St. Joseph in Rangun. Ferner absolvierte er am Priesterseminar St. Michael in Taunggyi einen einjährigen Kurs in priesterlicher Spiritualität. Am 18. März 2007 empfing er das Sakrament der Priesterweihe für das Erzbistum Yangon.
Nach der Priesterweihe war Wai Lin Htun zuerst als Pfarrvikar der Pfarrei St. Francis Xavier in Hpa-an tätig. Am 24. Januar 2009 wurde er in den Klerus des Bistums Hpa-an inkardiniert. 2011 wurde er für weiterführende Studien nach Rom entsandt, wo er 2014 an der Päpstlichen Universität Urbaniana ein Lizenziat im Fach Kanonisches Recht erwarb. Ab 2015 lehrte Wai Lin Htun Kanonisches Recht am Priesterseminar St. Joseph in Rangun, dessen Ökonom er ab 2016 zudem war. Ferner war er dort für die pastorale Ausbildung der Seminaristen verantwortlich. Darüber hinaus wirkte er als Ehebandverteidiger am interdiözesanen Kirchengericht in Rangun.
Am 27. Dezember 2024 ernannte ihn Papst Franziskus zum Titularbischof von Thucca in Numidia und zum Weihbischof in Yangon. Der Erzbischof von Yangon, Charles Maung Kardinal Bo SDB, spendete ihm am 19. März 2025 in der Kathedrale Immaculate Conception in Rangun die Bischofsweihe; Mitkonsekratoren waren die Weihbischöfe in Yangon, Francis Than Htun und Noel Saw Naw Aye. Sein Wahlspruch For in this hope we were saved („Denn auf Hoffnung hin sind wir gerettet“) stammt aus Röm 8,24 .